# Yazd (provins)
Yazd (Persisk:یزد) er en af de 30 provinser i Iran, beliggende i midten af Iran.
Provinsen har en befolkning på 958.318 indbyggere, hvor 505.037 bor i hovedbyen Yazd.
Selvom arealet er på 129.285 km², er befolkningstætheden meget lav.
Visse dele af Irans atomprogram finde sted i provinsen.
Uranminer findes ved Saghand og Ardakan har en uranberigelsesfacilitet.